# Иосиф Австрийский (палатин Венгрии)
Иосиф Антон Иоганн Габсбург-Лотарингский (нем. Joseph Anton Johann; 9 марта 1776, Флоренция — 13 января 1847, Офен) — эрцгерцог Австрийский, палатин Венгерский с 1796 по 1847 годы.

## Биография
Эрцгерцог Иосиф Антон Иоганн родился 9 марта 1776 года и был девятым ребёнком и седьмым сыном в семье императора Леопольда II (1747—1792) и его жены Марии Луизы (1745—1792), урождённой принцессы испанской. По линии отца — внук императрицы Марии Терезии, по линии матери — внук короля Испании Карла III.
После гибели старшего брата эрцгерцога Александра Леопольда в 1796 году в возрасте двадцати лет Иосиф Антон унаследовал титул палатина Венгерского королевства (наместника императора в Венгрии).

В 1798 году из-за нависшей «французской» угрозы начались переговоры о упрочении союза между Австрией и Россией, вследствие чего возник проект брака между эрцгерцогом Иосифом и великой княжной Александрой Павловной, старшей дочерью императора Павла I. В феврале 1799 года палатин Венгерский прибыл в Петербург. Граф Фёдор Васильевич Ростопчин в письмах к своему другу графу С. Р. Воронцову писал:
Эрцгерцог всем отменно полюбился как своим умом, так и знаниями. Он застенчив, неловок, но фигуру имеет приятную. Выговор его более итальянский, чем немецкий. Он влюбился в великую княжну, и в воскресенье имеет быть комнатный сговор, после коего через 10 дней эрцгерцог отправится в Вену, а оттоль к армии в Италию, коею он командовать будет.
В день бракосочетания, которое состоялось 19 октября 1799 года в Гатчине, император Павел I пожаловал эрцгерцогу Андреевский орден.
В 1808 году по распоряжению палатина в Будапеште был организован общественный сад, открытый для любой публики, один из первых в Европе и мире. 
Палатин пользовался любовью подданных. В 1860 году на главной площади Пешта ему был установлен памятник.
Скончался эрцгерцог Иосиф 13 января 1847 года в Офене (Буда).

## Браки и дети
Первой супругой эрцгерцога Иосифа была великая княжна Александра Павловна (1783—1801). Их семейная жизнь была недолгой, в 1801 году она скончалась от послеродовой горячки.
- Александрина (8 марта 1801)

30 августа 1815 года в замке Шаумбург эрцгерцог Иосиф вступил в брак с принцессой Герминой (1797—1817), дочерью князя Виктора II Ангальт-Бернбург-Шаумбург-Хоймского. Через два года она умерла при родах.
- Гермина Амалия Мария (1817—1842) — аббатиса в Праге.
- Стефан Франц Виктор (1817—1867) — палатин Венгерский; не женат, бездетен.

24 августа 1819 года эрцгерцог Иосиф вступил в брак с принцессой Марией (1797—1855), дочерью Людвига Вюртембергского, герцога Текского.
- Франциска Мария Елизавета (1820—1820).
- Александр (1825—1837).
- Елизавета Франциска Мария (1831—1903) — в первом браке — супруга эрцгерцога Фердинанда Карла Виктора Габсбург-Эсте (1821—1849), во втором — эрцгерцога Карла Фердинанда Австрийского (1818—1874).
- Йозеф Карл Людвиг (1833—1905) — супруг принцессы Клотильды Саксен-Кобург-Готской (1846—1927).
- Мария Генриетта Анна (1836—1902) — супруга Леопольда II, короля Бельгии.

Потомки эрцгерцога Иосифа основали так называемую «венгерскую» ветвь дома Габсбургов.